# Kasteel van Andrimont

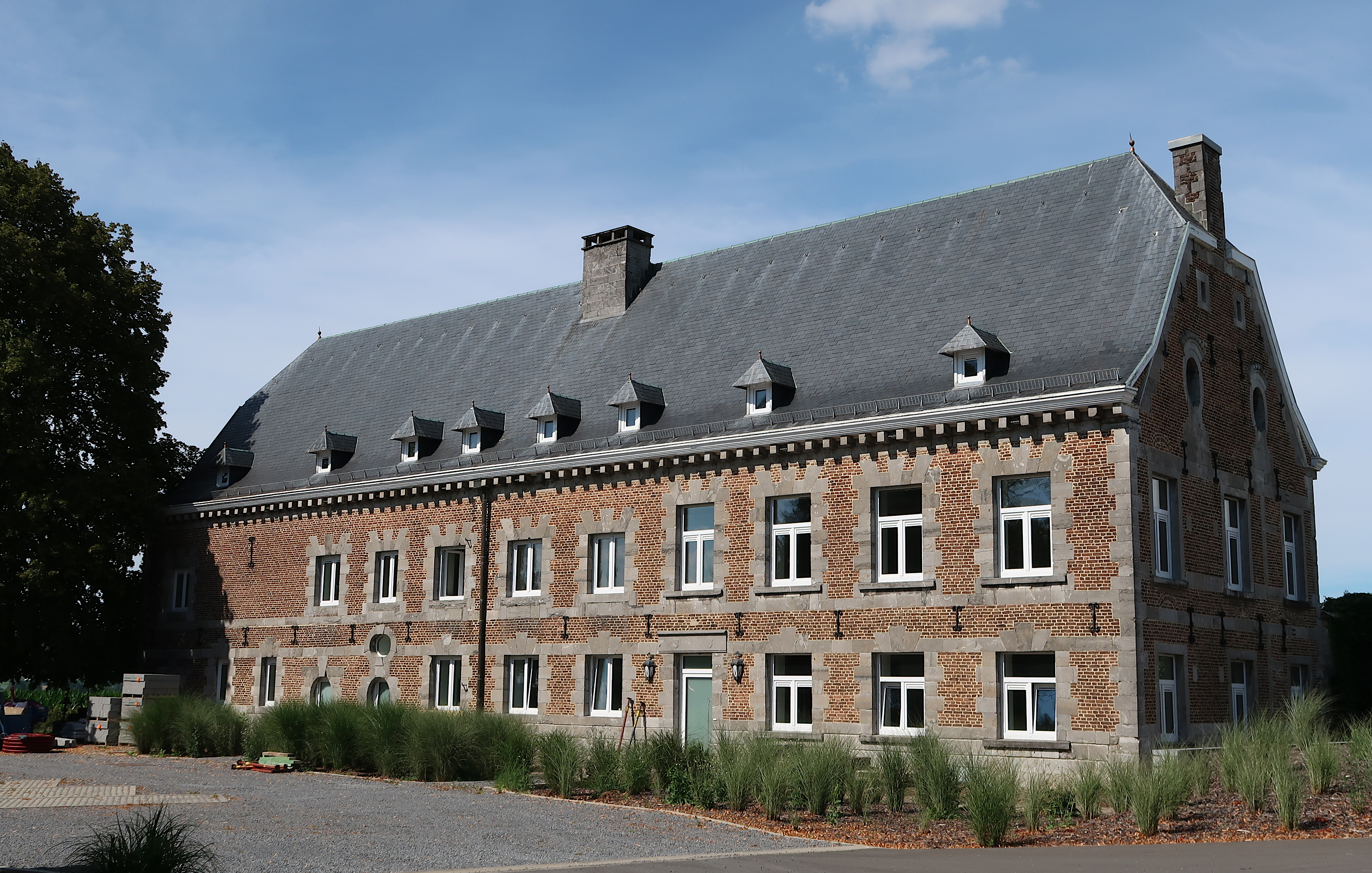
Kasteel van Andrimont

Het Kasteel van Andrimont (Château d'Andrimont) is een kasteel in de tot de Belgische gemeente Dison gelegen plaats Andrimont, gelegen aan de Rue de sous-le-Château 33.

## Geschiedenis
Volgens de overlevering werd het kasteel in 940 gesticht door Baldric, die de tweede markies van het Markgraafschap Franchimont was. In 1320 was ene Godefroid de heer van Andrimont. In 1378 volgde Gilles de Sorozée hem op; daarna, in 1417, Thyri de Welkenhuse; in 1480 de familie de Bombaye; in 1529 de familie de Ghoor; in 1634 de Millendonck; in 1665 weer de Bombaye; in 1684 de Moraiken; in 1687 Gilles Defays, die burgemeester was van Verviers. De gebouwen, die onbewoonbaar waren geworden, werden gesloopt op een toren na en een nieuw kasteel werd gebouwd van 1692-1694, iets ten zuiden van het oude kasteel. In 1726 kwam het kasteel aan Von Gheyr de Schweppenburg, die burgemeester was van Aken. Ondertussen waren er enkele nieuwe gebouwen gesticht, en wel in 1720 en 1722.
In 1820, toen in bezit van de familie de Malempré, werd het oorspronkelijke kasteel gesloopt en bleven nog slechts de gebouwen van 1720 en 1722 bestaan.

## Gebouw
Het huidige toegangsgebouw is van 1720, en men betreedt het via een korte laan en een centrale toegangsdeur, die geflankeerd wordt door twee pilasters, waarboven zich een driehoekig fronton bevindt. Dit draagt de wapenschilden van Ferdinand-Joseph von Geyr-Schweppenburg en zijn vrouw, Aida-Agnès de Fays.
Het gebouw van 1722 heeft een langwerpige plattegrond en wordt gedekt door een wolfsdak.